# 下古埃拉
下古埃拉（西班牙語：Bajos de Güera），是巴拿馬的城鎮，位於該國中南部，由洛斯桑托斯省的馬卡拉卡斯區負責管轄，面積99.5平方公里，2010年人口619，人口密度每平方公里6.22人。